# 伪烛之焰
《伪烛之焰》（羅馬化：Plerng Prang Tian）是GOOD FEELING制作，2019年5月18日起周每周五至周日晚通过泰国第3电视台播出，由彭沙功·麦塔立卡侬、娜塔妮查·纳瓦塔纳瓦尼、纳瓦希·普潘塔奇斯及纳塔莎·本普拉乔姆主演的奇幻年代爱情剧。剧情改编自Hassawee（หัสวีร์）的小说，讲述发生在前世与今生的三角恋。

## 剧情简介
Kalin Raweerampa是一名著名模特，她不畏惧他人目光和一个已婚男人In Wiangraming在一起。In向Kalin保证自己将要与元配Patima离婚。
一天，陷入丑闻的她发现了一个古老的金色发簪，她还梦见与她长着同一张脸的古代女人Tiankhum。她在梦里得知了Tiankhum之前所经历的事情后为她感到愤怒。发簪神秘的力量把她的灵魂带到了Tiankhum身体里。天真的女孩Tiankhum被封臣的猎人Nhankhum收养。有一天，她被一只老虎袭击，封臣的儿子Taywarit说他会帮助她，Tiankhum十分感激和尊重他。最后，她成了他的情妇。Taywarit的妻子Wongduen公主感到非常生气。后来，Tiankhum怀着狠意惨死。她发誓下辈子会变得强大而凶悍，这样她就可以报复那些待她不好的人。
Kalin在了解过去发生的事情后，将如何避免历史重演？

## 演员阵容

### 主要演员
- 彭沙功·麦塔立卡侬 饰演 In Wiangraming（现），花花公子/ Taywarit王子（古）
- 娜塔妮查·纳瓦塔纳瓦尼 饰演 Kalin Raweerampa（现）/ Tiankhum（古）
- 纳瓦希·普潘塔奇斯 饰演 Benjamin Henry（现）/ Louis（古）
- 纳塔莎·本普拉乔姆 饰演 Patima（现）/ Wongduen公主（古）

### 其他演员
- 玛妮拉·喜乍纶 饰演 Saiparn（现）/ Ounhuan（古）
- 妮莎春·唐苏努恩 饰演 Pam（现）/ Paika（古）
- 缓乐莉·格隆格侬 饰演 Tharnthong（现）/ Khampor（古）
- 坦纳永·旺特拉库 饰演 Nankaew（现）
- 查侬·瑞坤苏纳甘 饰演 Nao（现）
- 洛蕾娜·舒特 饰演 Nim，Nao的女友（现）
- 素塔缇·乌缇彩帕蒂 饰演 Pangrum（现）
- 阿提瓦·萨尼翁·那·阿育他亚 饰演 Wiangsawan（古）
- 娜塔·劳埃德 饰演 Soisangwan（现）
- 通通·摩乔克 饰演 Meesua（现）
- 苏帕甘·芃柘拉 饰演 少女时期的Kalin（现）/ 少女时期的Tiankhum（古）
- Chakapan Chan-O 饰演 Kampaeng（现）

## 劇集迴響
- 剧集播出期间曾屡次登上2019年推特热搜趋势第一[2][5][6]。

### 泰國電視收視率
- 收視最低的集數以藍色表示，收視最高的集數以紅色表示，而空格則表示該集的收視沒有相關數據。

| 集數 No.   | 播放日期      | 播放時段 (UTC+07:00) | 平均收視率 | 來源  |
| ---------- | ------------- | -------------------- | ---------- | ----- |
| 1          | 2019年5月18日 | 星期六 20:10         | 2.50       | [ 7 ] |
| 2          | 2019年5月19日 | 星期日 20:10         | 2.62       | [ 7 ] |
| 3          | 2019年5月24日 | 星期五 20:45         | 2.91       | [ 7 ] |
| 4          | 2019年5月25日 | 星期六 20:10         | 3.34       | [ 7 ] |
| 5          | 2019年5月26日 | 星期日 20:10         | 3.46       | [ 7 ] |
| 6          | 2019年5月31日 | 星期五 20:45         | 2.83       | [ 7 ] |
| 7          | 2019年6月1日  | 星期六 20:10         | 3.29       | [ 7 ] |
| 8          | 2019年6月2日  | 星期日 20:10         | 3.80       | [ 7 ] |
| 9          | 2019年6月7日  | 星期五 20:45         | 4.08       | [ 7 ] |
| 10         | 2019年6月8日  | 星期六 20:10         | 4.24       | [ 7 ] |
| 11         | 2019年6月9日  | 星期日 20:10         | 4.82       | [ 7 ] |
| 12         | 2019年6月14日 | 星期五 20:45         | 4.89       | [ 7 ] |
| 平均收視率 | 平均收視率    | 平均收視率           | 3.57       | 1     |

^1  基於每集的平均觀眾份額。